# Vektor (Gentechnik)
In der Gentechnik und der Biotechnologie versteht man unter einem Vektor ein Transportvehikel/ eine Transportmatrix („Genfähre“/„Gentaxi“) zur Übertragung einer Fremd-Nukleinsäure (oft DNA) in eine lebende Empfängerzelle durch Transfektion oder Transformation.
Als Vektoren werden verschiedene solcher Vehikel bezeichnet:
- Plasmide, die beispielsweise das Klonieren eines bestimmten DNA-Abschnittes ermöglichen,
- Cosmide oder YACs, die mit Hilfe von Bakteriophagen- bzw. Hefezellstrukturen große DNA-Abschnitte transferieren können,
- und modifizierte Viren (z. B. Adenoviren oder Retroviren), die auch als virale Vektoren bezeichnet werden.

Vektoren werden nach ihrer Verwendung in Klonierungsvektoren und Expressionsvektoren eingeteilt.

## Eignung eines Vektors
Verschiedene Vektoren können gemäß den gegebenen Rahmenbedingungen eine unterschiedliche Eignung als Transportvehikel aufweisen. Der Vektor sollte sich möglichst einfach in die Empfängerzelle einschleusen lassen (hierbei spielt unter anderem die spezifische Immunabwehr eine Rolle) und er sollte sich unabhängig von deren Hauptgenom replizieren können, um eine starke Vermehrung zu gewährleisten.
| Vektor    | max. Kapazität (kbp) | Grund                              |
| --------- | -------------------- | ---------------------------------- |
| Plasmid   | 10–15 kbp            | sonst keine Ringbildung            |
| M13-Phage | < 6 kbp              | sonst keine Verpackung             |
| Phagemid  | < 6 kbp              | sonst keine Verpackung             |
| λ-Phage   | < 25 kbp             | sonst keine Verpackung             |
| Cosmid    | < 50 kbp             | sonst keine Verpackung             |
| P1-Phage  | 30–100 kbp           | ?                                  |
| BAC       | 100–300 kbp          | ?                                  |
| PAC       | 100–300 kbp          | ?                                  |
| YAC       | 20–2000 kbp          | Instabilität bei Mitose und Meiose |

## Vektortypen
Vektoren werden nach den Lebewesen, die sie in sich tragen, in verschiedene Typen eingeteilt. Jeder Typ hat bestimmte Eigenschaften und sagt dadurch einiges über die Eignung des Vektors aus. Nach Einfügung eines Transgens durch Klonierung wird der Vektor umgangssprachlich auch als Konstrukt bezeichnet. Die gezielte Anpassung eines Vektors wird als Vektordesign bezeichnet.

### Plasmidvektoren
Plasmidvektoren sind Vektoren, die aus Plasmiden gewonnen werden. Häufig tragen Prokaryoten Plasmide, jedoch auch einige Eukaryoten (Hefezellen). Die am meisten verwendete Wirtszelle für Plasmidvektoren ist das Bakterium Escherichia coli. Dieses Bakterium zählt wohl zu den am häufigsten verwendeten Organismen in der Gentechnik.
Die Vorteile von Plasmidvektoren sind klar: Sie sind einfach zu verwenden, da sie klein sind, und können durch eine Plasmidpräparation leicht in größeren Mengen aus Zellen gewonnen werden. Außerdem sind Plasmide für das Überleben der Zelle nicht unbedingt notwendig. Ein Eingriff hat daher selten Auswirkungen auf die Wirtszelle. Darüber hinaus werden Plasmide unabhängig vom Bakterienchromosom repliziert und können daher in den Zellen in vielen Kopien vorliegen. Dabei ist die Kopienzahl abhängig von der Art des Plasmids und dessen Replikationsstartpunkt (origin of replication). Der Hauptnachteil von Plasmidvektoren besteht in ihrer geringen Kapazität: Schon bei einem DNA-Fragment von 5 kb Länge nimmt die Effektivität der Klonierung ab. Die maximal mögliche Länge liegt bei 10–15 kb. Da in vielen Fällen längere Sequenzen kloniert werden, ist man auf andere Vektoren angewiesen.

### Virale Vektoren
Als virale Vektoren werden modifizierte Viren bezeichnet, die eukaryotische Zellen transduzieren und dabei fremde Gene in diese Zellen einschleusen können. Sie werden beispielsweise in der Gentherapie eingesetzt.

### Bakteriophagenvektoren
Bakteriophagen (kurz: „Phagen“) sind Viren, welche Bakterien befallen. Sie werden nach ihrer Wirtszelle in verschiedene Gruppen eingeteilt.
Die Verwendung von Bakteriophagenvektoren beruht auf dem lysogenen Zyklus der Phagen. Viren lassen sich in virulente und temperente einteilen. Virulente Viren haben einen lytischen Zyklus, das heißt, sie dringen in ihre Wirtszelle ein und veranlassen diese zur Bildung neuer Viren. Temperente Viren haben einen lysogenen Zyklus, sie bauen ihr Genom in das der Wirtszelle ein.
Darin liegt das Interesse der Forscher. Durch den Einbau des Virusgenoms kann auch ein zu untersuchendes DNA-Fragment in die Zelle eingeschleust werden.

### Cosmide
Durch das Einbauen von cos-sites aus λ-Phagen in Plasmide erhält man so genannte Cosmide.
Dessen Genom hat kurze einzelsträngige Enden, die zueinander komplementär sind und sich so zu einem Ring schließen können. Diese Enden werden als cos-Region (engl. cohesive sites: kohäsive Enden) bezeichnet.
Der große Vorteil von Cosmiden im Gegensatz zu Plasmidvektoren besteht darin, dass sie selbst wesentlich kürzer sind und daher eine größere Aufnahmekapazität besitzen. Cosmide können Abschnitte bis etwa 47 kb Länge aufnehmen und übertreffen dadurch sogar Phagenvektoren.
Verarbeitet werden Cosmide wie Bakteriophagenvektoren. Da sie jedoch keine Phagengene enthalten, verhalten sie sich in der Wirtszelle wie Plasmide. Dies macht sie zu sehr attraktiven Vektoren. Jedoch sind Cosmide schwer zu handhaben, wodurch die Vorteile wieder ausgeglichen werden.

### Phagemide
Ein Phagemid (gelegentlich auch Phasmid) ist ein Plasmid, welches einen origin of replication zur einzelsträngigen Replikation von f1-Phagen trägt. Es ist also ebenfalls ein Hybridvektoren aus Plasmid und Phage. Liegt das Phagemid in Form eines Plasmids in der Zelle vor, so können die darauf liegenden Gene exprimiert werden.

### Keimzellen
Der spermienvermittelte Gentransfer verwendet Spermien, um im Rahmen einer künstlichen Befruchtung DNA in Eizellen einzuführen.

### Nanoroboter (Naniten)
Einige Forschungsprojekte, Pilotprojekte (Grundlagenforschung) beschäftigten sich im Bereich der Nanobiotechnologie und Bionanotechnologie, Nanomedizintechnik mit dem zukünftigen Einsatz von nanoskalaren Robotern zur Gentherapie. 